# Karl Lohmann (Theologe)
Karl Johannes Lohmann (* 30. Juni 1878 in Rüggeberg; † 15. April 1945 bei einem Bombenangriff in Magdeburg) war ein deutscher evangelischer Theologe und von 1931 bis 1933 Generalsuperintendent der altpreußischen Kirchenprovinz Sachsen.

## Leben
Lohmann war ein Sohn des Pfarrers Karl Lohmann (1841–1912) und besuchte das Evangelisch Stiftische Gymnasium Gütersloh, wo er 1896 auch die Reifeprüfung ablegte. Nach dem Studium in Erlangen, Greifswald und Halle (Saale) arbeitete er ab 1906 in Iserlohn. 1917 wurde er Pfarrer und 1928 Superintendent in Essen. 1931 zum Generalsuperintendenten des Sprengels Halle-Wittenberg ernannt, sollte Lohmann im Oktober 1933 vom preußischen Landesbischof Ludwig Müller in die Kirchenprovinz Westfalen versetzt werden. Lohmann weigerte sich und erhielt 1934 auf eigenen Wunsch eine Beurlaubung, um die Geschäftsführung der Reichsfrauenhilfe in Potsdam übernehmen zu können. Im Januar 1935 kehrte er jedoch schon wieder in sein Amt als Generalsuperintendent in Magdeburg zurück. Nach dem Weggang von Bischof Friedrich Peter übernahm Lohmann 1937 die geistliche Leitung der Kirchenprovinz Sachsen, 1940 auch das neugeschaffene Amt eines geistlichen Dirigenten im Konsistorium. Zusätzlich amtierte er von 1941 bis zu seinem Tod als Erster Domprediger am Dom zu Magdeburg.
Die Universität Halle verlieh Lohmann 1931 die Ehrendoktorwürde der Theologie.

## Veröffentlichungen
- Evangelischer Wohlfahrtsdienst für die Stadt und Synode Essen. Ein Bericht, Essen 1927
- mit Horst Michael: Der Reichspräsident ist Obrigkeit! Ein Mahnruf an die evangelische Kirche, Hamburg 1932
- mit Maria Weigle: Gedanken zur Jahreslosung 1934/35, Potsdam 1934